# Fabien Morel
Pour les articles homonymes, voir Morel.
Fabien Morel est un mathématicien français né le 22 janvier 1965 à Reims. Ses travaux portent sur la topologie algébrique et la géométrie algébrique.

## Biographie
Fabien Morel est diplômé en 1991 de l'Université Paris Diderot sous la direction de Jean Lannes, ses recherches portant sur Caractérisation des foncteurs homotopiques représentables par un espace pointé connexe et applications.
Il est invité en 2006 à donner une conférence lors du Congrès international des mathématiciens qui se tient à Madrid , sa communication porte sur la topologie A1-algébrique.

## Travaux
Il est l'un des développeurs de la théorie de l'homotopie A¹ (en) avec Vladimir Voevodsky.
La théorie motivique de l'homotopie développée dans les années 1990 par Fabien Morel et Vladimir Voevodsky était dans une certaine mesure déjà anticipée dans le manuscrit Les Dérivateurs en 1991, en développement d'un des points de l'Esquisse d'un programme d'Alexandre Grothendieck.
Parmi ses succès figurent la preuve de la conjecture de Friedlander, et celle du cas complexe de la conjecture de Milnor établie en 1983 dans l'article de Milnor On the homology of Lie groups made discrete. Ce résultat est présenté à la seconde Conférence Abel, qui s'est tenue en janvier–février 2012.

## Publications
- Leçons de mathématiques d'aujourd'hui, vol. 3, Cassini, 2007 : Groupes d'homotopie de sphères algébriques et formes quadratiques.
- A1-algebraic topology over a field. Lecture Notes in Mathematics, 2052. Springer 2012.  (ISBN 978-3-642-29513-3)
- avec Marc Levine: Algebraic Cobordism, Springer 2007,  (ISBN 978-3-540-36822-9); 3-540-36822-1
- Homotopy theory of Schemes, American Mathematical Society 2006 (en français auprès de la Société Mathématique de France , 1999)
- A1-algebraic topology. International Congress of Mathematicians. Vol. II, 1035–1059, Eur. Math. Soc., Zürich, 2006. pdf
- avec Voevodsky: A1-homotopy theory of schemes, Pub. Math. IHES, Bd.90, 1999, S. 45-143, En ligne